# Колет, Лиэль
Лиэль Колет (ивр. ליאל קולט‎; род. 11 июля 1989) — израильская певица, музыкант и автор песен.

## Семья
Родилась в израильском кибуце, в семье Руди и Данни. Кроме неё в семье растут братья Ноам и Омри.

## Карьера
В 2001 году Лиэль побеждает на престижном музыкальном шоу в Израиле, а затем представляет Израиль на одном из европейских музыкальных конкурсов. Затем Лиэль познакомилась с известной продюсершой Тен-Хенгель, которая взялась за её продюсирование.
Лиэль также победила на двух музыкальных конкурсах в Германии. В число её поклонников входят немецкий президент Хорст Кёлер, с которым Колетт исполнила песню «We are the world» и Билл Клинтон, с которым она пела хит «Imagine».
С группой Scorpions Лиэль Колет записано несколько песен, в числе которых новая версия хита «Send me an angel», которая вошла в новый альбом Лиэль — «Unison». С этой группой Колет выступала на благотворительном концерте в Германии в фонд помощи жертвам цунами в Юго-Восточной Азии и на концерте, посвященном в честь 40-летней годовщины установления отношений между Германией и Израилем. В 2004 Колет побывала в США, по приглашению экс-президента Клинтона и выступала на концерте в поддержку Демократической партии.